# 本宮インターチェンジ
本宮インターチェンジ（もとみやインターチェンジ）は、福島県本宮市荒井にある、東北自動車道のインターチェンジ。本宮市の南部に位置する。

## 道路
- E4 東北自動車道（19番）
- 接続する道路：国道4号

## 料金所
- ブース数：4

### 入口
- ブース数：2
  - ETC専用：1
  - 一般：1

### 出口
- ブース数：2
  - ETC専用：1
  - 一般：1

## 周辺
- 北郡山ニュータウン
- エイトタウン本宮（独立店舗型のショッピングセンター）
  - ダイユーエイト本宮店、ヨークベニマル本宮インター店など複数の店舗が入居する
- アサヒビール福島工場
- ソニーエナジー・デバイス本社
- JR東日本東北本線 日和田駅
- JR東日本東北本線 五百川駅
- JR東日本東北本線 本宮駅
- ショッピングモールフェスタ
- オリエントパーク日和田
- 東京インテリアMAX 郡山店
- みずいろ公園
- しらさわグリーンパーク
- サンライズもとみや
- 安達太良神社
- 花と歴史の郷 蛇の鼻
- 本宮郵便局
- 安達橋
- 日本橋
- 福島県農業総合センター

## 隣
E4 東北自動車道
(18)郡山IC - (18-1)郡山JCT - (19)本宮IC - 安達太良SA - (20)二本松IC